# Мерхаут
Мерхаут (на нидерландски: Meerhout) е селище в Северна Белгия, окръг Тьорнхаут на провинция Антверпен. Разположено е на канала Албер, на 20 km югоизточно от град Тьорнхаут. Населението му е около 9360 души (2006).